# Abel Clarin de La Rive
Abel Clarin de La Rive, nacido en Chalon-sur-Saône (1855 – 1914), fue un historiador, escritor, periodista y militante antimasónico francés.

## Biografía
Sucedió a Léo Taxil a la dirección del periódico France chrétienne antimaçonnique (que cambiará su nombre en La France antimaçonnique) en enero de 1896, hasta su muerte en julio de 1914. El periódico no continuara sin él.